# 18. století
Osmnácté století je podle Gregoriánského kalendáře perioda mezi 1. lednem 1701 a 31. prosincem 1800. Jedná se o osmé století druhého tisíciletí.

## Významné události

### 1701 až 1710
- 1700–1721 proběhla Severní válka.

Francouzský král Ludvík XIV. v roce 1701

- 1701 bylo založeno Pruské království. Prvním pruským králem se stal Friedrich I. z rodu Hohenzollernů.
- 1701–1714 proběhly války o dědictví španělské. Španělsko v nich ztratilo postavení velmoci a na jeho trůn dosedli Bourboni.
- 1703 založil Petr Veliký město Petrohrad.
- 1703–1711 vedl František II. Rákóczi neúspěšné uherské povstání proti Habsburkům.
- 1707 došlo spojením Skotského a Anglického království ke vzniku Velké Británie.
- 8. července 1709 porazil car Petr Veliký švédského krále Karla XII. v bitvě u Poltavy, rozhodujícím střetu Severní války.

### 1710 až 1720

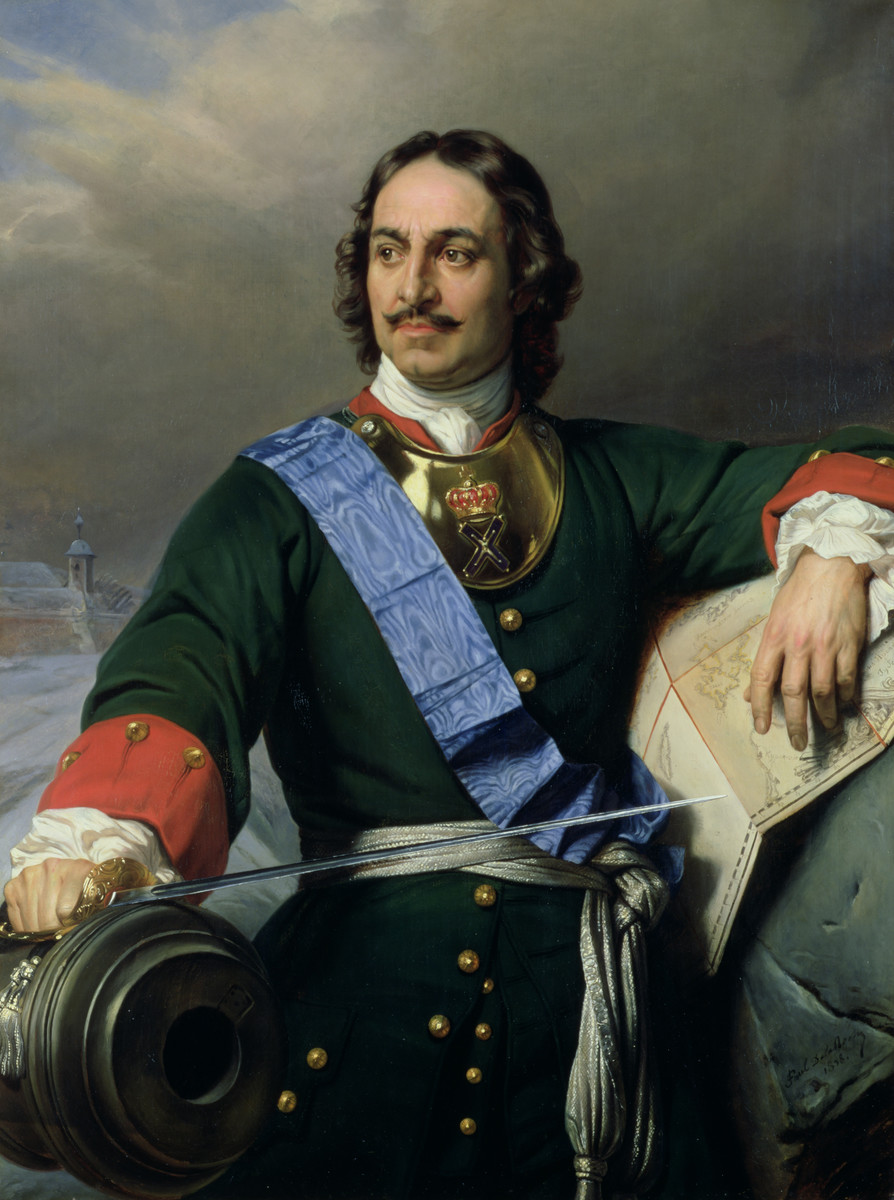
Ruský vládce Petr I. Veliký

- 1711 vystřídal zemřelého císaře Svaté říše římské, českého, uherského krále a rakouského arcivévodu Josefa I. jeho bratr Karel VI.
- 1713–1716 poslední morová epidemie v českých zemích
- 11. dubna 1713 byl podepsán Utrechtský mír.
- 7. března 1714 ukončil Rastattský mír války o španělské dědictví.
- 1. srpna 1714 nastoupil na britský trůn Jiří I.
- 1. září 1715 zemřel francouzský král Ludvík XIV.
- 1716–1718 proběhla Rakousko-turecká válka
- 1718–1720 proběhla Válka čtverné aliance.

### 1720 až 1730
- 10. září 1721 ukončila Nystadská smlouva Severní válku. Petr Veliký vyhlásil vznik Ruského impéria.
- 20. prosince 1722 zemřel nejdéle vládnoucí čínský císař Kchang-si.
- 1727–1729 proběhla Anglo-španělská válka.

### 1730 až 1740
- 1733–1735 proběhla válka o polské následnictví.
- 1739 porazil perský vojevůdce Nádir Šáh indickou Mughalskou říši

### 1740 až 1750

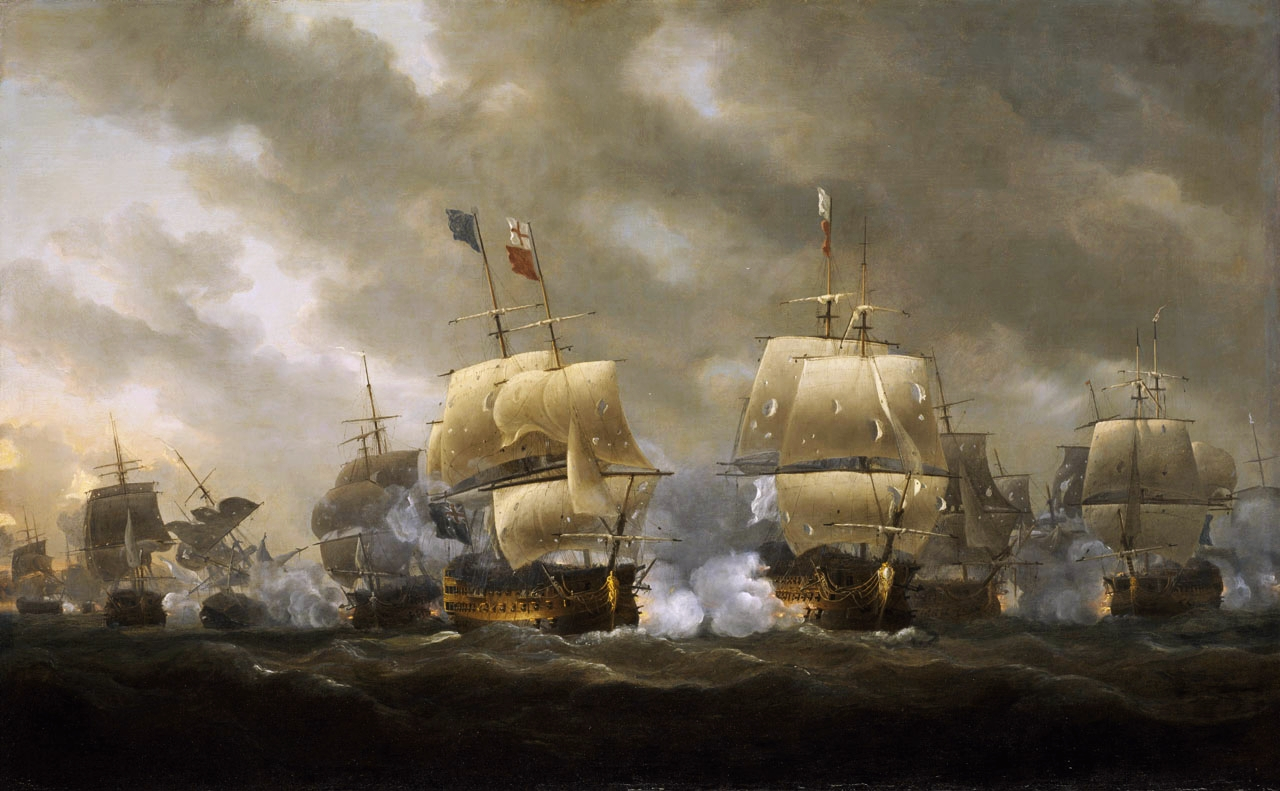
20. listopad 1759 Britové porážejí Francouze v bitvě u Quiberonu

- 31. května 1740 nastoupil na pruský trůn Fridrich II. Veliký.
- 1740–1748 proběhla kvůli nástupu Marie Terezie na rakouský trůn válka o rakouské dědictví.
- 16. dubna 1746 bylo v bitvě u Cullodenu poraženo poslední Jakobitské povstání.
- 1748 vydal Charles Louis Montesquieu své dílo O duchu zákonů.

### 1750 až 1760
- 1751–1766 vyšla Encyklopedie aneb Racionální slovník věd, umění a řemesel.
- 1754 sestrojil Prokop Diviš bleskosvod.
- 1755 došlo k lisabonskému zemětřesení.
- 23. června 1757 zvítězili Britové v bitvě u Palásí.
- 1756–1763 proběhla sedmiletá válka, v rámci níž se Francie, Rakousko, Rusko postavili proti Velké Británii a Prusku. K bojům došlo nejen v Evropě, ale i v Americe (francouzsko-indiánská válka), Asii či Africe.
- 13. září 1759 porazili Britové Francouze v bitvě na Abrahamových pláních.

### 1760 až 1770

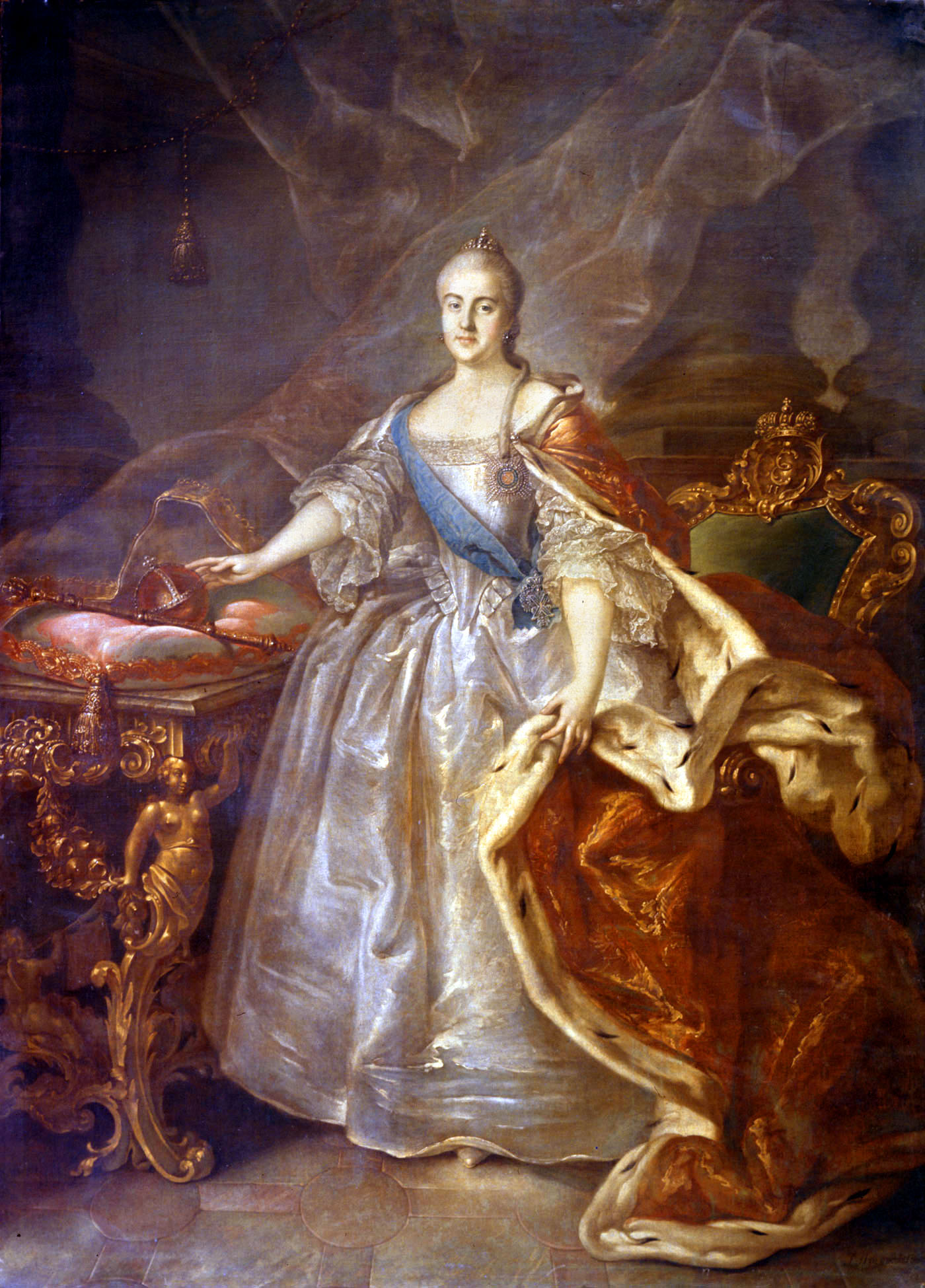
Ruská panovnice Kateřina II. Veliká v roce 1762

- 25. října 1760 se Jiří III. stal králem Velké Británie a Irska.
- 1762 vydal Jean-Jacques Rousseau své dílo O společenské smlouvě.
- 1762–1796 vládla v Rusku Kateřina II. Veliká.
- 1763–1766 proběhlo Pontiacovo povstání.
- 1765 zdokonalil James Watt parní stroj.
- 1768–1774 proběhla Rusko-turecká válka.

### 1770 až 1780

Návrh amerického Kongresu na Deklaraci nezávislosti Spojených států amerických na obrazu Johna Trumbulla

- 1772 proběhlo První dělení Polska.
- 16. prosince 1773 došlo k incidentu později známému jako tzv. Bostonské pití čaje.
- 6. prosince 1774 zavedla císařovna Marie Terezie v Habsburské monarchii povinnou školní docházku.
- 1775–1783 proběhla americká válka za nezávislost.
- 1776 byla vydána Deklarace nezávislosti, která vyhlásila nezávislost Spojených států amerických na Velké Británii.
- 1778–1779 proběhla válka o bavorské dědictví.

### 1780 až 1790
- 28. září–19. října 1781 kapitulovala britská vojska lorda Cornwallise před spojenými francouzskými a americkými silami v bitvě u Yorktownu.
- 13. října 1781 vydal Josef II. Toleranční patent.
- 1787 byla na zasedání Filadelfského ústavního konventu přijata Ústava Spojených států amerických.
- 1787 zkomponoval Wolfgang Amadeus Mozart skladbu Malá noční hudba.
- 1787–1791 proběhla Rakousko-turecká válka.
- 26. ledna 1788 bylo v Austrálii založeno britské zámořské teritorium Nový Jižní Wales.
- 14. července 1789 začala útokem na Bastilu Velká francouzská revoluce.

### 1790 až 1800

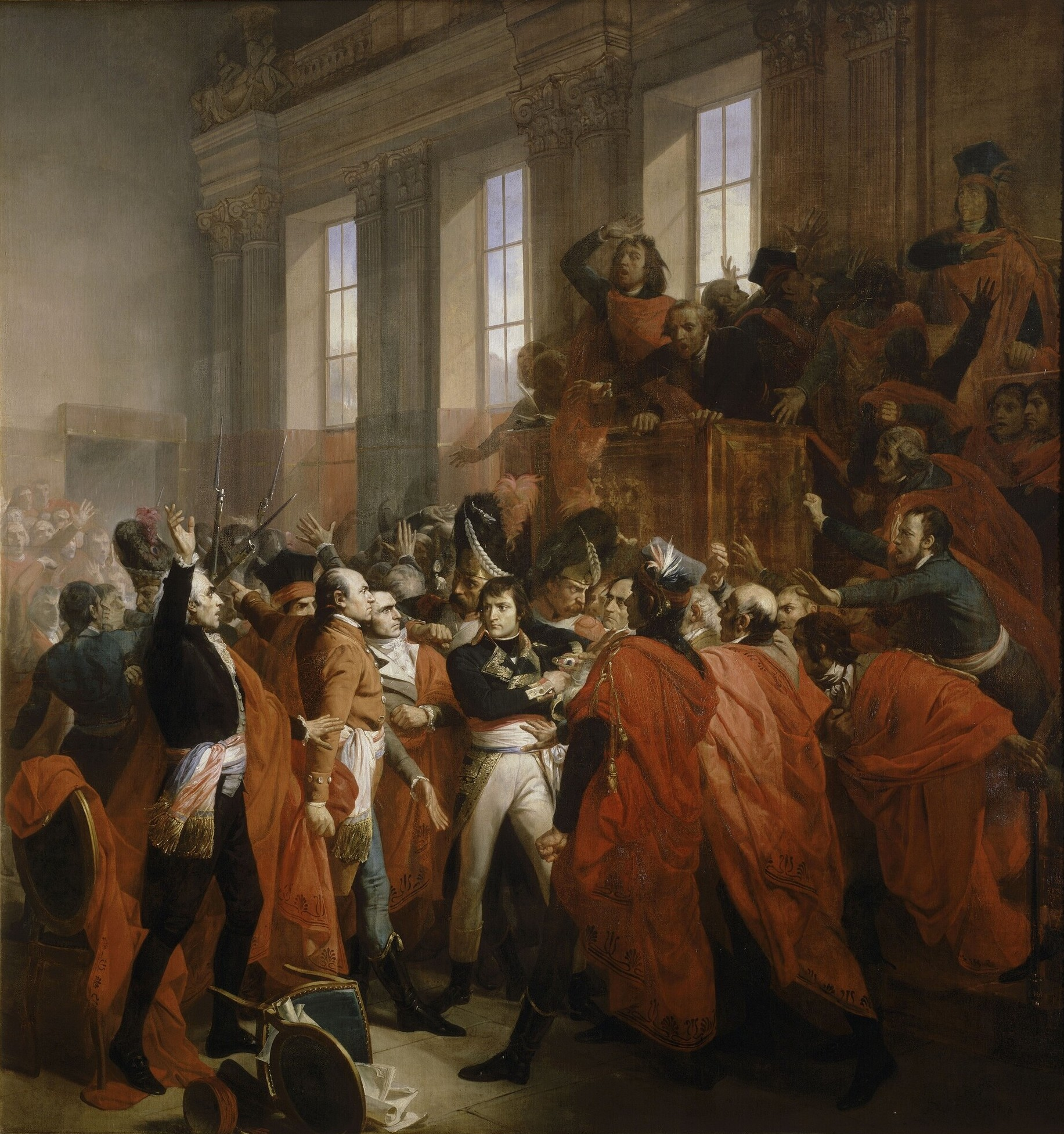
Napoleon Bonaparte při Brumairovém převratu

- 1791–1804 proběhla Haitská revoluce.
- 1. března 1792 nastoupil na trůn poslední císař Svaté říše římské František.
- 21. září 1792 zvítězila francouzská revoluční armáda v bitvě u Valmy.
- 1792–1802 proběhly Francouzské revoluční války.
- 1793 byl popraven francouzský král Ludvík XVI.
- 1793 proběhlo Druhé dělení Polska.
- 1794 vypuklo v Republice obou národů povstání, v jehož čele stanul generál Tadeusz Kościuszko.
- 1795 proběhlo Třetí dělení Polska.
- 9. listopadu 1799 se při Brumairovém převratu stal první francouzským konzulem Napoleon Bonaparte.

## Osobnosti
V 18. století žily osobnosti jako anglický fyzik Isaac Newton (1643–1727), anglický spisovatel Daniel Defoe (1660–1731), architekt Jan Blažej Santini-Aichel (1677–1723), italský hudební skladatel Antonio Vivaldi (1678–1741), německý hudební skladatel Johann Sebastian Bach (1685–1750), francouzský filozof Voltaire (1694–1778), německý hudební skladatel Georg Friedrich Händel (1685–1759), český přírodovědec a vynálezce Prokop Diviš (1698–1765), francouzský filozof Jean-Jacques Rousseau (1712–1778), německý filozof Immanuel Kant (1724–1804), britský mořeplavec James Cook (1728–1779), rakouský hudební skladatel Joseph Haydn (1732–1809), skotský vynálezce James Watt (1736–1819), německý básník Johann Wolfgang von Goethe (1749–1832), český filolog a bohemista Josef Dobrovský (1753–1829), rakouský hudební skladatel Wolfgang Amadeus Mozart (1756–1791) a český hudební skladatel Jakub Jan Ryba (1765–1815).